# Museu Jueu de Berlín

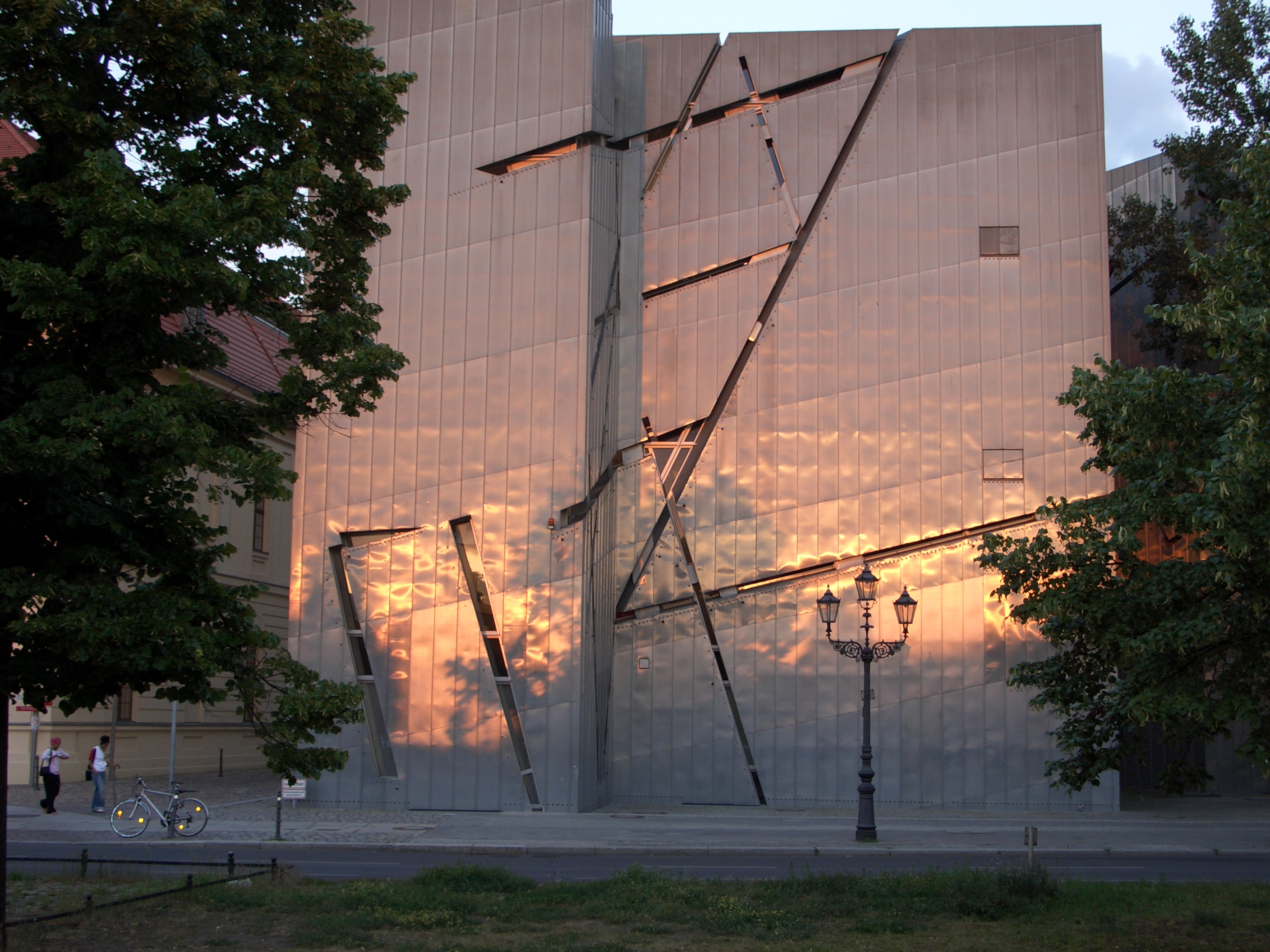
Les façanes metàl·liques del Museu Jueu

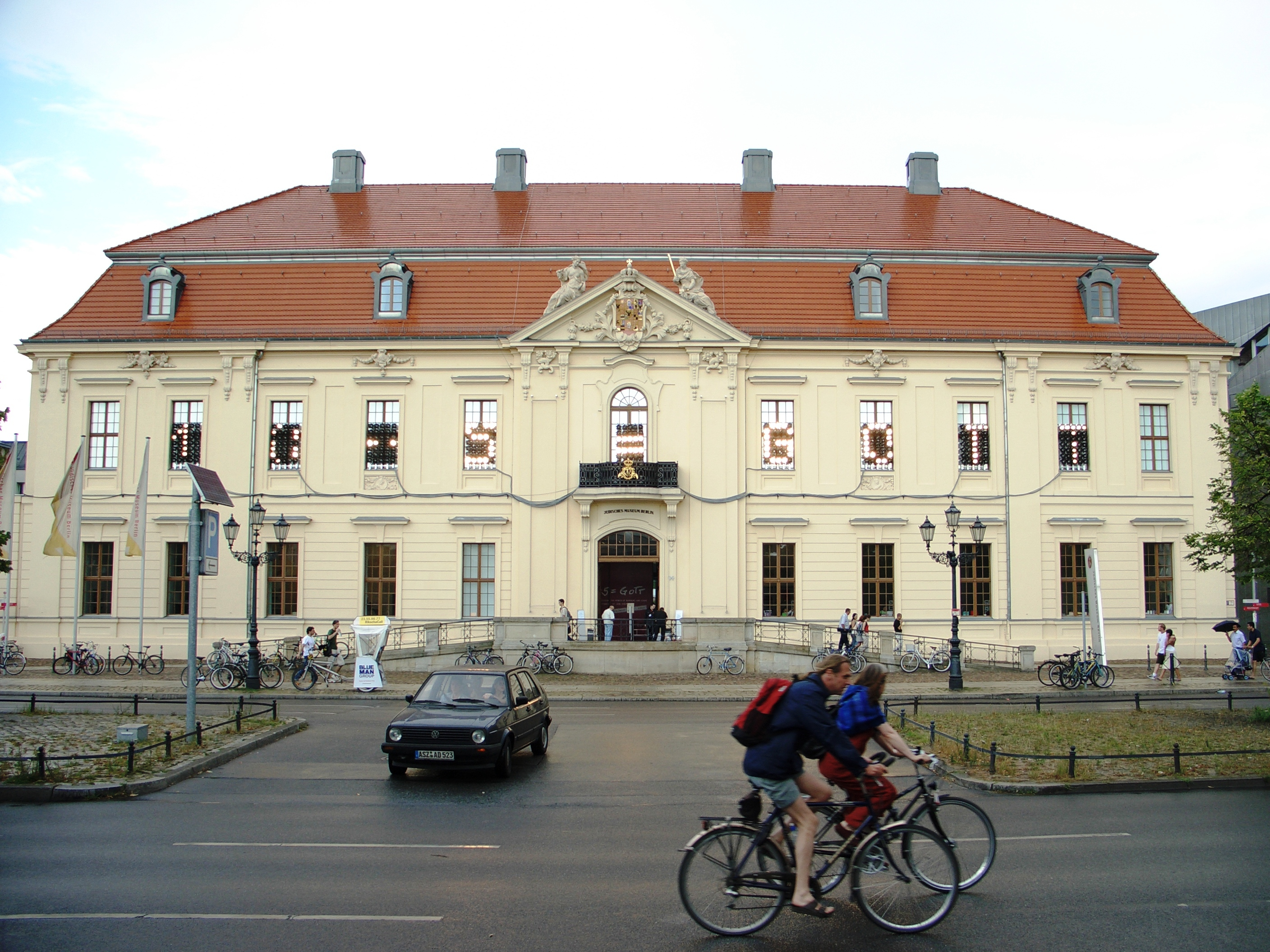
El Kollegienhaus anunciant l'exposició especial de 10 + 5 = Gott, l'any 2004

El Museu Jueu (en alemany: Jüdisches Museum Berlin), està ubicat al districte de Kreuzberg de la ciutat de Berlín, Alemanya. Mostra, a través d'obres artístiques i objectes de la vida quotidiana, la història dels jueus que viuen i van viure a Alemanya durant els últims dos mil anys. L'edifici que acull el museu està dissenyat per l'arquitecte polonès Daniel Libeskind i va ser inaugurat el 1999. L'immoble té les façanes metàl·liques, finestres amb capritxoses formes i orientacions, i la planta amb forma de llamp. La idea principal que transmet l'edifici és el buit que han deixat els jueus berlinesos desapareguts durant l'Holocaust nazi. La Torre de l'Holocaust i el Jardí de l'Exili són altres dues construccions pertanyents al museu.
Un primer museu sobre la cultura jueva fou fundat a Berlín el 1933 a Oranienburger Strasse, però seria tancat el 1938 pel règim nazi. La idea de la reobertura del museu a Alemanya apareixerà el 1971, prenent forma el 1975 a través del naixement d'una associació per la promoció d'aquest projecte. El 1978, de resultes d'una exposició sobre la història jueva, el museu de Berlín obre un departament especial. El 1989 es convoca un concurs. L'edifici és lliurat el 1999, però al començament no s'hi exposa. En un segon concurs s'hi van traslladar les col·leccions des del Martin-Gropius-Bau on eren emmagatzemades de manera provisional.
Al museu s'entra pel Kollegienhaus, edificat el 1735 i antiga seu del tribunal prussià. Fou destruït per la Segona Guerra Mundial i reconstruït el 1963. Abans de la instal·lació del museu jueu, fou la seu del museu històric de Berlín. Avui és l'entrada al museu, oficines, auditori, restaurant, i s'hi fan exposicions especials.